# مارتن بيرون
مارتن بيرون هو لاعب هوكي جليد كندي، ولد في 15 أغسطس 1977 في مدينة كيبك في كندا.

## وصلات خارجية
- مارتن بيرون على موقع دوري الهوكي الوطني (الإنجليزية)
- مارتن بيرون على موقع قاعة مشاهير الهوكي (لاعب أن.إتش.أل) (الإنجليزية)
- مارتن بيرون على موقع EliteProspects.com (الإنجليزية)
- مارتن بيرون على موقع HockeyDB.com (الإنجليزية)
- مارتن بيرون على موقع Hockey-Reference.com (الإنجليزية)